# Maria Teresa Ledóchowska
Maria Teresa Ledóchowska (Loosdorf, 29 aprile 1863 – Roma, 6 luglio 1922) è stata una religiosa polacca, fondatrice della congregazione delle Suore missionarie di San Pietro Claver.
Morì in fama di santità e venne beatificata il 19 ottobre 1975 da papa Paolo VI.

## Biografia
Apparteneva ad una nobile famiglia di origini polacche di illustri tradizioni religiose: lo zio Mieczysław era cardinale, il fratello Włodzimierz fu preposito generale della Compagnia di Gesù e la sorella Urszula fondò le Suore Orsoline del Sacro Cuore di Gesù Agonizzante e venne canonizzata da papa Giovanni Paolo II nel 2003.
Maria Teresa fu dama di corte della granduchessa di Toscana Alice di Borbone-Parma. Dopo il suo incontro con le Missionarie Francescane di Maria e la lettura degli scritti del cardinal Lavigerie sulla schiavitù si dedicò al servizio delle missioni africane: lasciò la corte e riunì intorno a sé un gruppo di persone con il quale nel 1894 diede vita al Sodalizio di San Pietro Claver per le Missioni africane.

## Attività per le missioni
Contribuì validamente a propagare la conoscenza le missioni africane ed a promuoverne il sostegno grazie alla pubblicazione di due riviste: una per gli adulti ("Eco dell'Africa") e l'altra per i giovani ("Il fanciullo negro"), ambedue in nove lingue europee. Scrisse molti articoli, appelli ed opuscoli per diffondere l'idea missionaria e tenne molte conferenze in diverse lingue e diversi paesi.
Grazie al suo attivismo riuscì a ricavare una cospicua somma, oltre ad arredi sacri e a di libri, che servì a sostenere l'impegno missionario in Africa.